# Land’s End (Antarktika)
Land’s End ist eine Landspitze an der Georg-V.-Küste in Ostantarktika. Sie bildet den westlichen Ausläufer des Kap Denison am Ufer der Commonwealth-Bucht.
Douglas Mawson, Leiter der Australasiatischen Antarktisexpedition (1911–1914), benannte sie nach dem englischen Pendant.